# Gianmarco Gambetta
Gianmarco Gambetta Sponza (Lima, Provincia de Lima, Perú, 2 de mayo de 1991) es un futbolista peruano. Juega como defensa central y su equipo actual es el UTC de Cajamarca de la Liga 1 del Perú. Tiene 33 años.

## Trayectoria
Se inició en las inferiores del Club Universidad San Martín, con la que disputó partidos en el Torneo de Promoción y Reserva de 2010 demostrando un gran desempeño como central además de tener un gran biotipo. Fue visto por Gustavo Ferrín  y posteriormente convocado a la selección peruana, y debido a su buen desempeño en el Torneo de Promoción y Reserva de 2010 fue considerado por Aníbal Ruiz para alternar partidos en el Campeonato Descentralizado 2011 con el primer equipo del Club Deportivo Universidad San Martín de porres.

### Argentinos Juniors
Luego de un frustrado pase a Colón de Santa Fe, el 29 de enero del 2014 fue contratado por un año y medio por Argentinos Juniors, equipo donde lo dirigió Claudio Borghi, jugó también al lado de Jose Carlos Fernández. Sin embargo, a finales de abril desciende de categoría tras un pésimo semestre. El 11 de junio rescinde su contrato de 18 meses.
En septiembre fichó por el F. B. C. Melgar en busca de mayor continuidad y protagonismo.

### Juan Aurich
Llega en el 2015 como refuerzo del Juan Aurich de Chiclayo para la Copa Libertadores 2015 siendo parte del empate agónico del elenco chiclayano contra River Plate en el Estadio Monumental. En el 2016 consiguió clasificar a la Copa Sudamericana 2017. A fines del 2017 descendió de categoría.

### Alianza Lima
El 23 de enero ficha por el Alianza Lima por todo el 2018.

### Alianza Universidad
El 3 de febrero ficha por el Alianza Universidad por todo el 2019.

## Selección nacional
Fue convocado a la selección Sub-20, pero debido a una lesión a pocos días de disputarse el Campeonato Sudamericano Sub-20 de 2011, quedó descartado.
En octubre de 2013 fue convocado por primera vez a la selección absoluta para afrontar los últimos dos cotejos de las Eliminatorias Sudamericanas 2014. Debutó el 11 de octubre de 2013 ante la Selección de fútbol de Argentina e hizo una asistencia en la derrota 3-1.

## Estadísticas

### Clubes
Actualizado el 30 de abril de 2023.
| Club | Temporada     | Liga  | Liga  | Copas nacionales(1) | Copas nacionales(1) | Copas internacionales(2) | Copas internacionales(2) | Total | Total |
| Club | Temporada     | Part. | Goles | Part.               | Goles               | Part.                    | Goles                    | Part. | Goles |
| --- | ------------- | ----- | ----- | ------------------- | ------------------- | ------------------------ | ------------------------ | ----- | ----- |
| Universidad de San Martín · Perú | 2012          | 1     | 0     | —                   | —                   | —                        | —                        | 1     | 0     |
| Universidad de San Martín · Perú | 2013          | 27    | 0     | —                   | —                   | —                        | —                        | 27    | 0     |
| Universidad de San Martín · Perú | Total club    | 28    | 0     | —                   | —                   | —                        | —                        | 28    | 0     |
| Argentinos Juniors Argentina | 2014          | 10    | 0     | —                   | —                   | —                        | —                        | 10    | 0     |
| Argentinos Juniors Argentina | Total club    | 10    | 0     | —                   | —                   | —                        | —                        | 10    | 0     |
| FBC Melgar · Perú | 2014          | 1     | 0     | —                   | —                   | —                        | —                        | 1     | 0     |
| FBC Melgar · Perú | Total club    | 1     | 0     | —                   | —                   | —                        | —                        | 1     | 0     |
| Juan Aurich · Perú | 2015          | 9     | 2     | 0                   | 0                   | 3                        | 0                        | 12    | 2     |
| Juan Aurich · Perú | 2016          | 28    | 0     | —                   | —                   | —                        | —                        | 28    | 0     |
| Juan Aurich · Perú | 2017          | 18    | 0     | 0                   | 0                   | —                        | —                        | 18    | 0     |
| Juan Aurich · Perú | Total club    | 55    | 2     | 0                   | 0                   | 3                        | 0                        | 58    | 2     |
| Alianza Lima · Perú | 2018          | 7     | 1     | 5                   | 0                   | 1                        | 0                        | 13    | 1     |
| Alianza Lima · Perú | Total club    | 7     | 1     | 5                   | 0                   | 1                        | 0                        | 13    | 1     |
| Alianza Universidad · Perú | 2019          | 27    | 1     | 1                   | 0                   | —                        | —                        | 28    | 1     |
| Alianza Universidad · Perú | 2020          | 14    | 0     | 0                   | 0                   | —                        | —                        | 14    | 0     |
| Alianza Universidad · Perú | Total club    | 41    | 1     | 1                   | 0                   | —                        | —                        | 42    | 1     |
| Academia Cantolao · Perú | 2021          | 14    | 0     | 1                   | 0                   | —                        | —                        | 15    | 0     |
| Academia Cantolao · Perú | 2022          | 17    | 0     | 0                   | 0                   | —                        | —                        | 17    | 0     |
| Academia Cantolao · Perú | Total club    | 31    | 0     | 1                   | 0                   | —                        | —                        | 32    | 0     |
| UTC de Cajamarca · Perú | 2023          | 9     | 0     | 0                   | 0                   | —                        | —                        | 9     | 0     |
| UTC de Cajamarca · Perú | Total club    | 9     | 0     | 0                   | 0                   | —                        | —                        | 9     | 0     |
| Total carrera | Total carrera | 182   | 4     | 7                   | 0                   | 4                        | 0                        | 193   | 4     |
| (1) Incluye datos de la Copa Inca, del Torneo de Verano y de la Copa Bicentenario. (2) Incluye datos de la Copa Libertadores de América. |               |       |       |                     |                     |                          |                          |       |       |